# Ghiacciaio Errante
Il ghiacciaio Errante (in inglese Errant Glacier) è un ghiacciaio tributario lungo circa 28 km situato nella regione meridionale della Dipendenza di Ross, nell'Antartide orientale. Il ghiacciaio, il cui punto più alto si trova a circa 1400 m s.l.m., si trova in particolare nei monti Churchill, pochi chilometri nell'entroterra della costa di Shackleton, dove fluisce in direzione sud-est lungo il versante orientale della dorsale Holyoake fino a unire il proprio flusso a quello del ghiacciaio Nimrod.

## Storia
Il ghiacciaio Errante offrì un percorso ai membri della squadra meridionale della spedizione di ricognizione antartica neozelandese svolta nel periodo 1960-61 quando, nel dicembre 1960, questi decisero di seguire verso nord il percorso del ghiacciaio Nimrod. La formazione è stata così battezzata dal Comitato neozelandese per i toponimi antartici (in inglese New Zealand Antarctic Place-Names Committee) in virtù della rotta zigzagante che i membri della sopraccitata spedizione dovettero seguire durante il loro viaggio sul ghiacciaio in cerca di un percorso verso il nord.